# Mount Hemphill
Mount Hemphill är ett berg i Antarktis. Det ligger i Östantarktis. Nya Zeeland gör anspråk på området. Toppen på Mount Hemphill är 1 817 meter över havet.
Terrängen runt Mount Hemphill är varierad. Trakten är obefolkad. Det finns inga samhällen i närheten.